# Isostichopus
Isostichopus is een geslacht van zeekomkommers uit de familie Stichopodidae. De wetenschappelijke naam van het geslacht werd in 1958 voorgesteld door Elisabeth Deichmann.

## Soorten
- Isostichopus badionotus (Selenka, 1867)
- Isostichopus fuscus (Ludwig, 1875)
- Isostichopus macroparentheses (Clark, 1922)